# مجلس الشيوخ اليوناني (1829)
حلت هيئة تشريعية جديدة تسمى مجلس الشيوخ (باليونانية: Γερουσία) تأسست في عام 1829 من قبل الجمعية الوطنية الرابعة في أرغوس محل الهيئة الاستشارية السابقة المسماة فانيلينون التي أسسها الحاكم إيوانيس كابودستردياس في العام السابق.

## التاريخ
كان لدى مجلس الشيوخ ما مجموعه 120 عضوًا في مجلس الشيوخ. كانت الجمعية الوطنية الرابعة في أرغوس قد قررت أن الحاكم سيختار 21 منهم من بين مجموع ثلاث مرات هذا العدد، الذي اختاره المجلس، بينما سيعين الحاكم الستة الأخرى مباشرة. كانت وظيفة مجلس الشيوخ استشارية بشأن جميع الأصوات غير الإدارية.
انتخب لمنصب رئيس مجلس الشيوخ جورجيوس سيسينيس.
عندما اغتيل كابوديسترياس في عام 1831، نقل مجلس الشيوخ السلطات التنفيذية إلى لجنة إدارية من ثلاثة أشخاص في 20 ديسمبر 1831، برئاسة شقيق كابوديسترياس أوغسطينوس. كان الأعضاء الآخرون في اللجنة هم ثيودوروس كولوكوترونيس وإيوانيس كوليتس. تم حل اللجنة في مارس 1832 بعد مغادرة أوغسطينوس.
في 28 مارس 1832، تم إنشاء لجنة إدارية جديدة مكونة من 5 أشخاص مع جورجيوس كونتوريوتيس وإسكندر إيفسيلانتيس وأندرياس زاميس وماركوس بوتساريس وسبيريدون تريكوبيس.
في 27 يوليو 1832، رفضت الجمعية الوطنية الخامسة في نافبليون مجلس الشيوخ ولكن مجلس الشيوخ لم يعترف بهذا القرار.
في 21 سبتمبر 1832، عين مجلس الشيوخ لجنة إدارية جديدة من 3 أشخاص لتولي السلطة التنفيذية.
أخيرًا، وفي يناير 1833، تم طرد مجلس الشيوخ بشكل دائم مع وصول الملك أوتو.
ومع سن الدستور اليوناني لعام 1844، تم إنشاء هيئة تشريعية جديدة أيضًا باسم مجلس الشيوخ.

## أعضاء مجلس الشيوخ
- جورجيوس سيسينيس
- ديميتريس بلابوتاس
- أندرياس كالاموغدارتيس
- أندرياس مياوليس
- جورجيوس دوزيناس
- أندرياس زيميس
- إيوانيس بيروكاس
- تاتسي ماجيناس[3]
- جورجيوس أنتونوبولوس[4]
- جورجيوس مافروماتيس[5]